# Leo Bunk
Leo Bunk (* 23. Oktober 1962 in Zusamaltheim) ist ein ehemaliger deutscher Fußballspieler.

## Sportlicher Werdegang
Leo Bunk stammt aus den Nachwuchsbereichen des FC Augsburg und des TSV 1860 München. 1981 schaffte er den Sprung in den Profikader des Zweitligisten, musste aber bereits in seiner ersten Spielzeit mit 1860 München in die Bayernliga absteigen. Nach einer Saison in der Bayernliga verließ Bunk die Löwen in Richtung Blau-Weiß 90 Berlin, wo der Stürmer seine sportlich erfolgreichste Zeit hatte.
Erzielte er in seiner ersten Saison 1984/85 in Berlin 14 Tore, so schaffte er 1986 mit Blau-Weiß 90 den Aufstieg in die Bundesliga, Bunk wurde im gleichen Jahr Torschützenkönig der 2. Bundesliga mit 26 Toren und hatte damit maßgeblichen Anteil an diesem Erfolg. Nach dem Aufstieg wechselte Bunk zum Ligakonkurrenten VfB Stuttgart, bei dem er nach Differenzen mit Trainer Arie Haan nur eine Saison spielte und bei 23 Einsätzen, bei denen er lediglich zweimal durchspielte, nur ein Tor (im allerersten Spiel) erzielte.
1987 heuerte Bunk wieder für drei Jahre bei Alemannia Aachen sowie den Stuttgarter Kickers in der 2. Bundesliga an. Seine Karriere ließ er beim Bayernligisten FC Augsburg, als Spielertrainer beim SC Altenmünster sowie dem VSC 1862 Donauwörth ausklingen. Von 2001 bis 2010 war er für den DFB tätig und beobachtete die Nationalspieler der U17 und U-19-Mannschaft in den Ligaspielen.

## Statistik
- 1. Bundesliga: 23 Spiele/1 Tor
- 2. Bundesliga: 162 Spiele/55 Tore